# Socialisme o barbàrie
Socialisme o barbàrie (Socialisme ou barbarie en francès) va ser un grup marxista francès que va existir entre 1948 i 1965. El nom també fa referència a la revista d'aquest grup. L'expressió socialisme o barbàrie va ser emprada per primera vegada per Rosa Luxemburg el 1916.

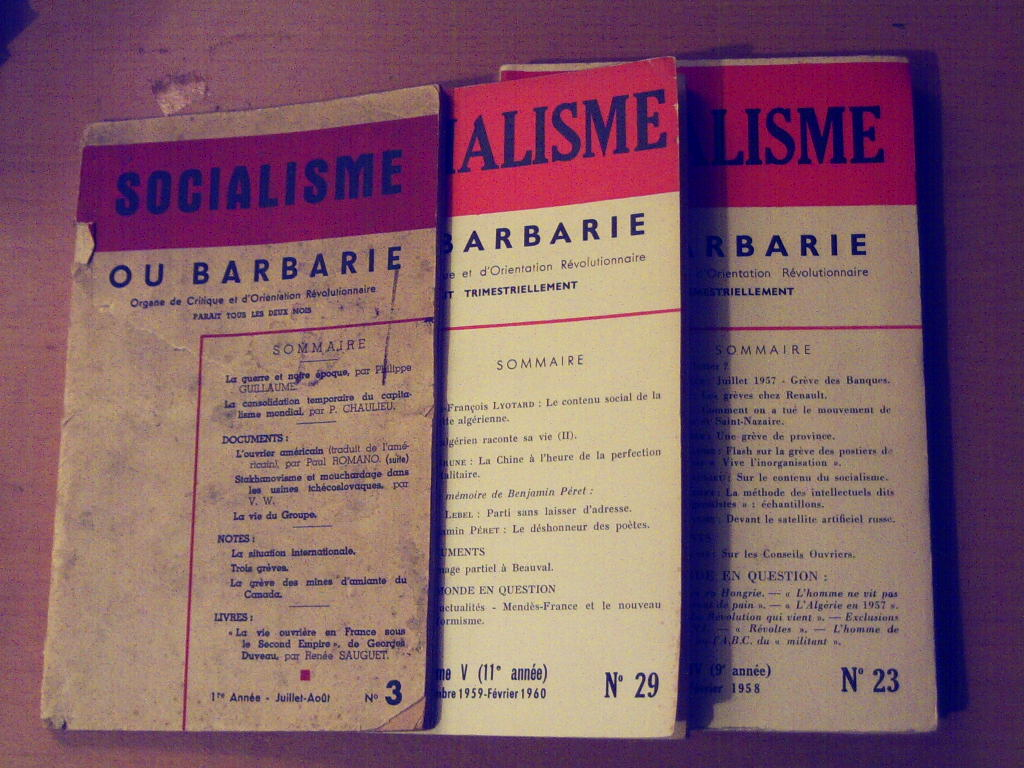
La revista Socialisme o barbàrie

## Orígens
El 1946, Cornelius Castoriadis i Claude Lefort (entre altres membres del Partit Comunista Internacionalista (PCI) de França) varen crear l'anomenada tendència Chaulieu-Montal, que ben prest passaria a anomenar-se Socialisme o barbàrie. El 1948, la facció es va separar del PCI i va abandonar els postulats trotskistes. El grup va començar a publicar llavors una revista amb el mateix nom. Altres integrants en foren: Daniel Blanchard (com a Pierre Canjuers), Guy Debord, Jacques Gautrat (com a Daniel Mothé), Gérard Genette, Alain Guillerm, Jean Laplanche, Jean-François Lyotard, Albert Masó (com a Vega), Henri Simon i Pierre Souyri.

## Idees principals
Els membres de Socialisme o barbàrie combatien l'estalinisme en totes les seves manifestacions i varen tractar de desenvolupar un marxisme antidogmàtic. Consideraven l'URSS i tots els països autoanomenats socialistes com "capitalistes d'estat", és a dir, societats dirigides per una nova classe dominant, la burocràcia (explotadors enganyosament autoanomenats socialistes que ocuparien el lloc dels antics patrons, mentre que la situació real dels treballadors no canviaria).

## Desenvolupament i dissolució
Tot i que estava fortament influït per Castoriadis, el grup va tenir des de la seva creació diversos corrents interns que varen acabar per produir-hi dues escissions importants:
El 1951, va esclatar el primer conflicte entre els partidaris de crear un partit revolucionari estructurat a l'entorn d'un programa polític (Castoriadis) i els que confiaven en la unió espontània de l'avantguarda obrera en un procés revolucionari violent; aquests creien que Socialisme i barbàrie no havia de ser més que un lloc de discussió i crítica, el que modernament es coneix com un think tank. La controvèrsia va dur a la sortida temporal de Lefort i altres militants.
El juny de 1958, després de l'ascensió de Charles de Gaulle, es va produir una altra crisi amb el mateix tema de fons, però en una nova situació, produïda per l'arribada de nous membres, la majoria estudiants. Un grup reprendrà les tesis de Lefort i formarà Informations et Liaisons Ouvrières (Informació i llaços obrers). Per la seva banda, Castoriadis i altres militants, tot i que rebutjaven el model leninista de partit, es varen pronunciar a favor de desenvolupar una organització política basada en un programa d'acció enfocat a ajudar l'avantguarda obrera a desenvolupar la presa de consciència política.
A partir de 1960, Castoriadis es va anar allunyant del marxisme. Entenia que l'extensió dels règims burocràtics i la creixent burocratització del capitalisme estava creant una societat piramidal en què la majoria de les persones, alienades, podrien ser impulsades a combatre el sistema fora de la idea de lluita de classes, superada per un règim capitalista/burocràtic, i aconseguir eliminar les crisis, assegurar el creixement econòmic i augmentar el nivell de vida.
Després de successives escissions, Socialisme o barbàrie es va autodissoldre entre 1966 i 1967.